# Момбаса
Момбаса (на английски: Mombasa, на арабски مومباسا (Monbasa), на суахили Kisiwa Cha Mvita, което означава острова на войната) е вторият по големина град в Кения. Градът е важен регионален транспортен център с голямо пристанище и летище. Градът е и туристически център, както и административен център на едноименната провинция. Според данните от преброяването през 2005 Момбаса има население от 799 727 души.

## История
Основаването на Момбаса е свързано с двама владетели Мвана Мкиси и Шене Мвита. Според устните предания Шене Мвита измества от властта Мвана Мкиси и създава свое селище на остров Момбаса. В народната памет Шене Мвита е мюсюлманин с широки познания и се свързва директно със съвременните идеали на суахили културата, с която хората идентифицират Момбаса.
Точната дата на основаване на Момбаса не е известна, но се знае, че през 12 век вече е преуспяващ търговски град, както споменава арабския географ Ал Идриси.
През 1331 г. градът е посетен от известния марокански учен и пътешественик Ибн Батута, който въпреки че остава само един ден, споменава Момбаса в съчиненията си. Пътешественикът отбелязва за хората от Момбаса, че са народ религиозен, праведен, заслужаващ доверие, джамиите им, въпреки че са направени от дърво, са изкусно построени.
Голяма част от най-ранната информация за Момбаса идва от португалски хроникьори от 16 век. Вашко да Гама е първият европеец, посетил града. През 1498 г. той е посрещнат хладно от местните жители. Две години по-късно градът е плячкосан от португалците. През 1528 година те нападат отново. През 1593 е построен Форт Исус поради опитите на португалците да колонизират тези земи. През 1638 г. градът формално е част от португалските колонии.
Градът е бил столица на протектората Британска Източна Африка до 1905 г., след което столица става Найроби. До средата на 20 век градът е най-големият по население в страната.

## Климат
| температура | януари | февуари | март  | април | май   | юни   | юли   | август | септември | октомври | ноември | декември |
| ----------- | ------ | ------- | ----- | ----- | ----- | ----- | ----- | ------ | --------- | -------- | ------- | -------- |
| минимална   | 23 °C  | 23 °C   | 24 °C | 24 °C | 23 °C | 21 °C | 20 °C | 20 °C  | 21 °C     | 22 °C    | 23 °C   | 23 °C    |
| максимална  | 32 °C  | 32 °C   | 32 °C | 31 °C | 29 °C | 28 °C | 28 °C | 28 °C  | 28 °C     | 29 °C    | 30 °C   | 32 °C    |